# Деспот Баджович
Деспот С. Баджов, приел името Деспот Баджович (на сръбски: Деспот Баџовић или Despot Badžović) e деец на ранната Сръбска пропаганда в Македония.

## Биография
Роден е 1850 година в град Крушево. Учи във ІІ отделение на семинарията в Белград, където става сърбоманин. В 1873 година започва да преподава в патриаршисткото основно училище в Битоля. На следната 1874 година издава „Буквар за српско-македонске основне школе“ на македонски говор, поради неразбирането на сръбския от страна на местните славянски деца в Македония, ставайки пионер на македонизма като преходен етап към сърбизацията на българите в Македония. В 1876 година сърбоманите Тодор Станкович от Ниш, Коста Шуменкович от Охрид и Баджович протестират пред Цариградската конференция, че включвала почти цяла „Стара Сърбия“ в Западната българска автономна област. По време на Руско-турската война заедно с Тодор Станкович, Милош Милоевич, архимандрит Сава Дечанац, Аксентие Хаджиарсич, Коста Шуменкович и Глигорие Чемерикич е в таен комитет в Ниш, който има за цел подпомагане на настъплението на сръбските войски и завладяване на територии в Западна България.
В 1878 година се изселва в Сърбия. В същата година издава в Белград книгата „Којој словенској грани припадају Словени у Горњој Албанији и у Македонији“, в която твърди, че македонските диалекти са наречие на сръбския език, а „по-съзнателните“ македонци се наричат „стари сърби“.
През 80-те години контактува с други изявени просръбски македонски дейци като Темко Попович. През април 1885 година признава че "българизмът в Македония е завладял почти навсякъде". В същата година издава „Искрена реч на сърбомакедонците“ (Искрена реч Србо-Македонцима), в която твърди:
| „ | ...правилно би било Македония да се подели на три части. Тъй като северозападният дял на Македония е населен със славяни, които по народност са единствено сърби, южният дял на Македония е населен преобладаващо с гърци и принадлежи на гърците, а източната част на Македония е населена предимно със славяни, които по народност принадлежат към българите, или по-точно към българските славяни. Така в Македония имаме сърбомакедонци, българомакедонци и гъркомакедонци. | “ |